# Sonning Common
Sonning Common är en ort och civil parish i Storbritannien.   Den ligger i grevskapet Oxfordshire och riksdelen England, i den södra delen av landet, 60 km väster om huvudstaden London. Sonning Common ligger 87 meter över havet och antalet invånare är 4 000.
Terrängen runt Sonning Common är platt. Runt Sonning Common är det mycket tätbefolkat, med 1 819 invånare per kvadratkilometer. Närmaste större samhälle är Reading, 6,9 km söder om Sonning Common. Runt Sonning Common är det i huvudsak tätbebyggt.